# Torre de la Rosaleda
La Torre de la Rosaleda es un rascacielos situado en la ciudad española de Ponferrada (León). Se trata del segundo edificio más alto de su comunidad autónoma (Castilla y León) con sus 107 metros de altura y 30 plantas (solamente superado en altura por la torre de la Catedral Nueva de Salamanca, de 110 metros de altura). Se encuentra en el barrio de la Rosaleda, muy cerca del estadio de El Toralín.

## Descripción

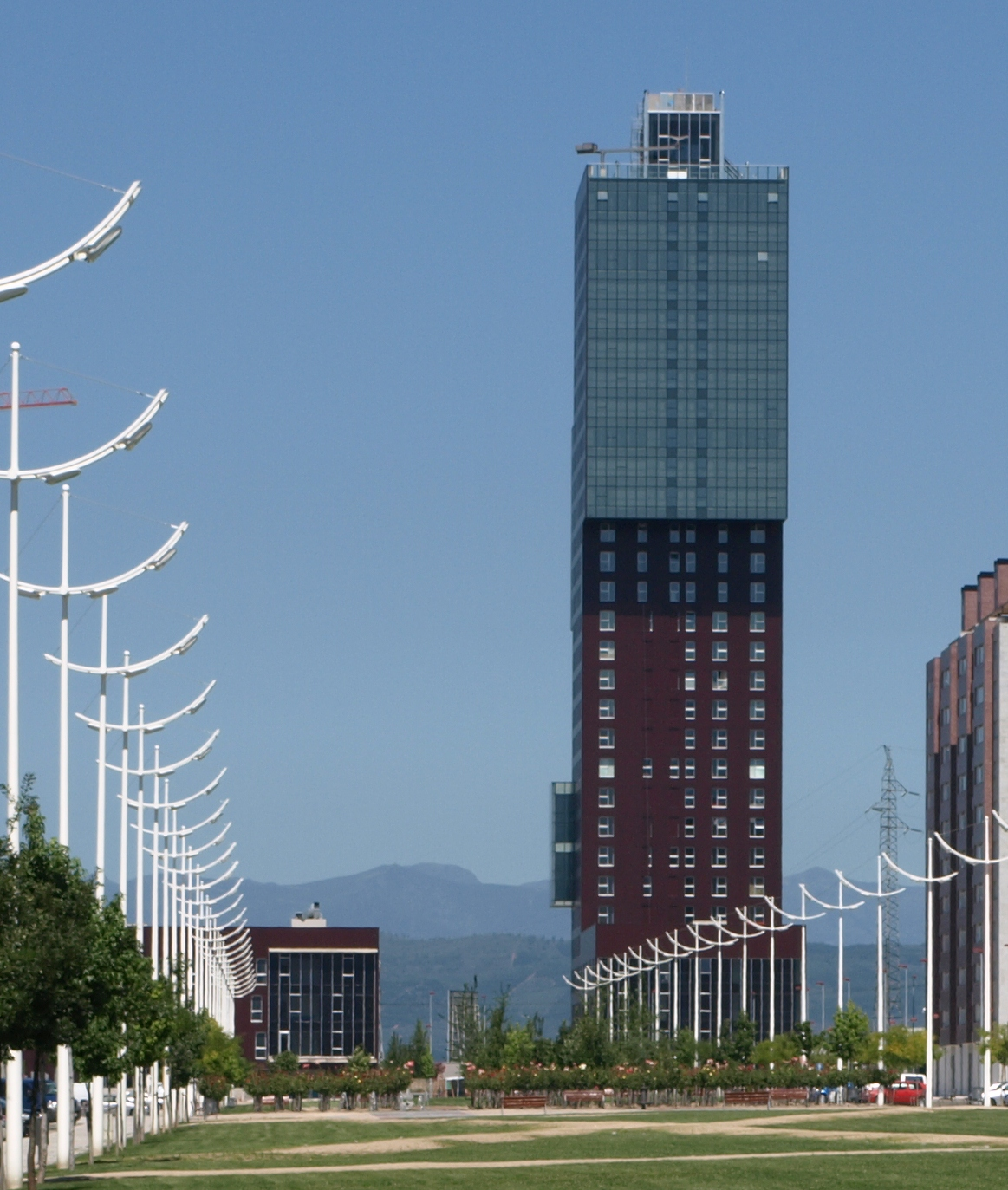
Vista del rascacielos al final del bulevar

Este inmueble fue iniciado en 2006 y terminado en 2009 por Grupo Begar y consta de 30 plantas y 107 metros de altura, lo que lo convierte en el edificio residencial más alto de Castilla y León.[cita requerida] Hasta entonces el edificio residencial más alto de la comunidad autónoma era el Edificio Duque de Lerma, de Valladolid, de 87 metros de altura. En 2008 el rascacielos recibió en los premios European Property Awards, el premio al edificio mejor desarrollado.[cita requerida]
La torre corona un bulevar de 80 metros de ancho y 700 de largo con edificios de 12 alturas a ambos lados. El 3 de diciembre de 2004, el periodista y locutor de radio ponferradino Luis del Olmo asistió a la ceremonia de colocación de la primera piedra, y en la planta más alta iba a colocar su emisora de radio.
La entidad bancaria encargada de su financiación fue Bancaja (actualmente integrada en CaixaBank), mientras que la promotora del edificio fue el grupo asturiano Mall.

## Sede del mundial de salto base
Durante los días 13, 14 y 15 del mes de agosto de 2016, Ponferrada fue sede del mundial de salto base. La Torre de la Rosaleda fue elegida como uno de los puntos donde los atletas realizarían las pruebas, dividiéndose estas en tres rondas. El saltador base federado Eder Navacerrada fue el encargado de realizar las pruebas que determinaron el cumplimiento de la normativa para el campeonato del edificio.